# Fiók Károly
Fiók Károly (Nagykároly, 1857. április 29. – Debrecen, 1915. május 21.) pedagógus, műfordító, orientalista.

## Életútja
A debreceni Református Tanítóképző Főiskolát végezte el, ahol a legkiválóbb diákok közé tartozott, így 1883–1884-ben a főiskola seniora volt. Ezt követően az Budapesti Tudományegyetemen, a berlini Humboldt Egyetemen és a müncheni Lajos–Miksa Egyetemen indogermanisztikai tanulmányokat folytatott, majd 1888-ban a Budapesti Tudományegyetemen latin–görög szakos tanári oklevelet szerzett. 1886-tól a Budapesti Református Főgimnázium, 1907-től a debreceni Református Tanítóképző Főiskola tanára volt.

## Munkássága
Főként szanszkrit, óperzsa és páli műfordításaival tette ismertté a nevét, amelyek önálló kötetekben és a Budapesti Szemle hasábjain jelentek meg. Firdauszí eposza, a Sáhnáme alapján Szohráb címen elbeszélő költeményt írt, amelyért 1882-ben dicséretet kapott a Kisfaludy Társaságtól. Műfordításai mellett foglalkozott az indiai, kínai és japán irodalom történetével, névtani kutatásokkal (pl. Székelyföld földrajzi nevei) és összeállította az Árpád-ház névlajstromát Kónsztantinosz Porphürogennétosz forrásmunkái alapján.
1881–1882-ben Ferenczy Gyulával együtt a debreceni Hittanszaki Önképző Társulat közleményeinek szerkesztője volt. A Kisfaludy Társaság 1902-ben – a másik jelölt, Gárdonyi Géza ellenében – rendes tagjává választotta.

### Főbb fordításai
- A felhőposta: Kalidásza után. In: Budapesti Szemle 1883
- Nala és Damajantí: Hindu rege a Mahâ Bhâratából. Budapest. 1885
- Részlet a Sakuntalából. In: Budapesti Szemle 1886
- A Sahnaméből: Firdauszí után. In: Budapesti Szemle 1887
- Kalidásza: Sakuntala: Hindu dráma. Budapest. 1887
- Szohráb: Költői elbeszélés Abúl Kászim „Sáh-Náme” c. művéből. Budapest. 1888
- Szávitri vagy a hűség diadala: Hindu rege a Mahâ Bhârátából. In: Budapesti Szemle 1889
- Nárájana: Hitopadesa. Budapest. 1905